# Rogelio Delgado
Rogelio Wilfrido Delgado Casco (Asunción, 1959. október 12. –) paraguayi válogatott labdarúgó.

## Fordítás
- Ez a szócikk részben vagy egészben  a   Rogelio Delgado című angol Wikipédia-szócikk fordításán alapul.  Az eredeti cikk szerkesztőit annak laptörténete sorolja fel. Ez a jelzés csupán a megfogalmazás eredetét és a szerzői jogokat jelzi, nem szolgál a cikkben szereplő információk forrásmegjelöléseként.